# Молекулярные фотопереключатели

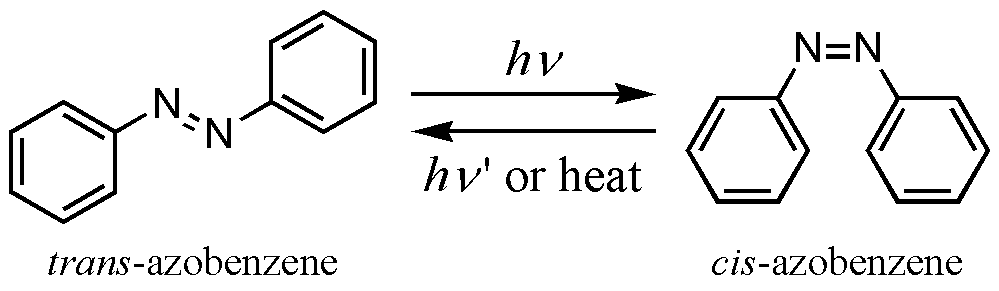
Азобензол изомеризуется под воздействием света

Молекулярные фотопереключатели — это сенсоры, которые определяют наличие или изменение света. Наиболее популярный пример — азобензол. Фотопереключатели — это тип молекулярных машин, класс молекул которые могут переключаться между по крайней мере двумя термодинамически стабильными формами при приложении внешнего воздействия.

## Химия
Молекулярный фотопереключатель — это химическое вещество, которое чувствительно к свету.